# After Awhile/You Know
After Awhile/You Know è il 12° singolo dei Brian Poole & The Tremeloes, pubblicato nel Regno Unito nel 1965.

## Tracce
Lato A
1. After Awhile (Bob Montgomery)

Lato B
1. You Know (Alan Blakley, Brian Poole)